# Red Boys Differdange (handball)
Maillots
La section handball du Red Boys Differdange est un club de handball situé à Differdange. Le club possède une équipe masculine jouant en Ligue de championnat.

## Palmarès
- Championnat du Luxembourg (7) : 1954-55, 1958-57, 1989-90, 1990-91, 1996-97, 1997-98, 1998-99.